# Macrhybopsis tetranema
Macrhybopsis tetranema är en fiskart som först beskrevs av Gilbert, 1886.  Macrhybopsis tetranema ingår i släktet Macrhybopsis och familjen karpfiskar. Inga underarter finns listade i Catalogue of Life.